# Una Stubbs
Una Stubbs (Welwyn Garden City, Hertfordshire, Egyesült Királyság, 1937. május 1. – Edinburgh, 2021. augusztus 12. ) angol színpadi, film- és televíziós színésznő, egykori táncosnő, képzőművész, televíziós személyiség.
Legnagyobb sikereit brit televíziós szappanoperákban és sorozatokban szerezte, legutóbb a BBC Sherlock-sorozatában játszotta Mrs Hudsont, Sherlock Holmes főbérlőjét.

## Élete

### Származása, pályakezdése
Welwyn Garden Cityben született, Clarence Reginald Stubbs és Angela K. Rawlinson három gyermeke közül középsőként. Nővére Claire, öccse Paul. A leicestershire-i Hinckleyben nőttek fel. Tizennégy éves korában anyja beíratta a slough-i La Roche Dancing School táncosképző iskolába.
Egyik nagyapja az egykori Rowntree’s csokoládégyárban (ma Nestlé-érdekeltség) dolgozott. 1958–59 között Una Stubbs volt a gyár Dairy Box gyártmányainak reklámarca. Dédapja, Sir Ebenezer Howard (1850–1928) író, várostervező és társadalomreformer volt, a kertváros-koncepció egyik hirdetője és előmozdítója. Ösztökélésre keletkezett több mai hertfordshire-i kertváros, így Letchworth és Welwyn Garden City, családjának lakóhelye lakóhelye is. Televíziós portréműsorokban Una Stubbs szívesen beszélt híres ősének munkásságáról.
1956-ban lépett fel először a brit televízióban, a Dougie Squires táncegyüttes tagjaként, egy zenés show-műsorban. Ezekben az években londoni kabarékban, revüszínpadokon és éjszakai klubokban is táncolt.

### Színésznői pályája
1960-tól kezdve kapott apró, névtelen filmszerepeket. Első komoly szerepeit 1963-ben és 1964-ben játszotta, a Nyári vakáció és a Csodálatos élet című zenés filmekben, melyek főszereplője Cliff Richard volt.
A nagy áttörést az 1960-as évek derekán érte el, amikor kulcsszerepet, Ritát, a nagylányt alakította a BBC 1966-1975 között futó Till Death Us Do Part („Míg a halál el nem választ”) című nagysikerű szappanoperájában és ennek 1968-as azonos című mozifilmjében. (Az 1970-es években ennek mintájára készült a német Westdeutscher Rundfunk (WDR) Ein Herz und eine Seele („Egy szív, egy lélek”) című hasonlóan sikeres szappanoperája). 1970–71 között Cliff Richarddal kettesben léptek fel a BBC It’s Cliff Richard! című, hetente jelentkező énekes-zenés show-műsorában. Amikor gyermekének születése miatt egy ideig nem szerepelhetett a műsorban, helyét Dandy Nichols (1907–1986) vette át, aki a Till Death Us Do Part sorozatban Rita anyját játszotta. Una Stubbs ugyancsak Ritát alakította a sorozat 1981-es folytatásában (Till Death…), majd 1985–92 között, a sorozat harmadik folytatásában, a Sickness and in Health-ben. 1979–1981 között állandó szereplője (Sally néni) volt az ITV sikeres gyermekfilm-sorozatának, a Worzel Gummidge-nak, ahol Jon Pertwee-vel és Barbara Windsorral játszott együtt. Az ITV Kisvárosi gyilkosságok című bűnügyi sorozatának két epizódjában jelent meg, 1998-ban és 2015-ben, két teljesen eltérő korú és karakterű szerepben.
2010–2017 között szerepelt a BBC Sherlock című tévésorozatában; mint Mrs. Hudson, Sherlock Holmes házvezetőnője. A sorozatot BAFTA és Golden Globe-díjra jelölték, és több Emmy-díjat kapott. Stubbs a sorozat címszereplőjét, Benedict Cumberbatch-et már kölyökkora óta jól ismerte, mert annak édesanyjával, Wanda Ventham színésznővel több produkcióban együtt dolgozott.

### Magánélete
1958-ban Stubbs feleségül ment Peter Gilmore színészhez. Örökbe fogadtak egy fiút, Jasont. 1969-ben Stubbs elvált Gilmore-tól, és még ugyanabban évben hozzáment a nála nyolc évvel fiatalabb Nicky Henson (1945–2019) színészhez, akinek két fiúgyermeket szült: Christian Hensont (1971) és Joe Hensont (1973). A szülők 1975-ben elváltak. Mindkét fiuk zongoraművész lett, Christian sikeres filmzeneszerzőként is működik.
Első férje, Peter Gilmore 2013 februárjában elhunyt. Teljes vagyonát (kb. 1,2 millió font értékben) harmadik feleségére, és özvegyére, Anne Stallybrassra hagyta. Sem első feleségére, Una Stubbs-ra, sem közösen örökbe fogadott fiukra, Jasonra, aki ekkor 47 éves volt, egyetlen pennyt sem hagyott.

### Képzőművészként
Una Stubbs sok éven át portrékat rajzolt, akvarelleket festett, műveiből több kiállítást rendezett lakóhelyén, a londoni Mayfair kerületben.

### Halála
Hosszabb betegség után edinburgh-i otthonában hunyt el 2021. augusztus 12-én, 84 éves korában.

## Főbb filmszerepei
- 1958: Rush Hour, tévésorozat, névtelen szereplő
- 1962: The Benny Hill Show, tévésorozat, barátnő
- 1963: Nyári vakáció (Summer Holiday), Sandy   (Cliff Richard)
- 1964: Csodálatos élet (); Barbara Tate   (cliff Richard)
- 1967: Mister Ten Per Cent; Lady Dorothea
- 1968: Till Death Us Do Part (film); Rita Garnett
- 1971: Shirley a riporter (Shirley’s World), tévésorozat; Marion   (Shirley MacLaine)
- 1973: Penny Gold; Anna
- 1966–1975: Till Death Us Do Part (tévésorozat); Rita Rawlins
- 1978: Vízimese (The Water Babies), animációs film; hang
- 1979: Waczak szálló (Fawlty Towers), tévésorozat; Alice
- 1979–1981: Worzel Gummidge, tévésorozat; Sally néni
- 1983: Szél lengeti a fűzfákat (TV Movie), tévéfilm; Rosemary hangja / a börtönőr leánya
- 1984: Békavári uraság (The Wind in the Willows), tévésorozat; hangok
- 1987–1989: Worzel Gummidge Down Under, tévésorozat; Sally néni
- 1995: A külsőre adni kell (Keeping Up Appearances), tévésorozat; Mrs Moody
- 1998: Kisvárosi gyilkosságok (Midsomer Murders), tévésorozat, Written in Blood c. epizód; Selina Jennings
- 2000: Baleseti sebészet (Casualty); Joan Bannville
- 1988–2000: Botcsinálta boszi (The Worst Witch), tévésorozat; Miss Bat
- 2006: Agatha Christie: Marple, tévésorozat, Szunnyadó gyilkosság c. rész; Mrs Pagett
- 2006: EastEnders; tévésorozat; Caroline Bishop
- 2006: Köd: Egy juhászkutya kölyök meséje (Mist: The Tale of a Sheepdog Puppy), tévéfilm, Fern
- 2007: Angel (Angel); Miss Dawson
- 2007: Ki vagy, doki? (Doctor Who); Horror of Glam Rock c. rész; Flo
- 2007–2009: Mist: Sheepdog Tales, tévésorozat; Fern
- 2015: Kisvárosi gyilkosságok (Midsomer Murders), tévésorozat, The Dagger Club c. epizód; Audrey Braylesford
- 2015: Hívják a bábát (Call the Midwife ), tévésorozat; Gert Mills
- 2016: Nyuggerek (Golden Years), tévésorozat; Shirley
- 2010–2017: Sherlock, tévésorozat; Mrs. Hudson
- 2017: Durrellék (The Durrells), tévésorozat; Mrs. Haddock

## További információ
- Una Stubbs a PORT.hu-n (magyarul)
- Una Stubbs az Internetes Szinkronadatbázisban (magyarul)
- Una Stubbs az Internet Movie Database-ben (angolul)
- Una Stubbs a Rotten Tomatoeson (angolul)
- Una Stubbs az AlloCiné weboldalán (franciául)
- Una Stubbs Profile. Famousfix.com. (Hozzáférés: 2023. január 18.)